# 三碳酸苯六酯
三碳酸苯六酯是一种有机碳氧化物，其分子式为C9O9。该化合物是碳酸酯之一，每分子都由三分子碳酸与一分子苯六酚经酯化反应形成。

## 历史
三碳酸苯六酯由C. Nallaiah于1984年首先合成，并以四氢呋喃溶液的形式分离。其研究称13C核磁共振分析结果表明该化合物的结构与之前预测的一致。该研究同时公布了另一种有机碳氧化物——二碳酸四羟基-1,4-苯醌酯的合成。